# Cục Tin học hóa (Việt Nam)
Cục Chuyển đổi số quốc gia là tổ chức trực thuộc Bộ Thông tin và Truyền thông, thực hiện chức năng tham mưu giúp Bộ trưởng quản lý nhà nước và tổ chức thực thi pháp luật về ứng dụng công nghệ thông tin trong cơ quan nhà nước, phát triển Chính phủ điện tử, Chính phủ số; là đầu mối tổng hợp, tham mưu, điều phối, thúc đẩy chuyển đổi số quốc gia.
Chức năng, nhiệm vụ, quyền hạn và cơ cấu tổ chức của Cục Chuyển đổi số quốc gia được quy định tại Quyết định số 1925/QĐ-BTTTT ngày 19/10/2022 của Bộ trưởng Bộ Thông tin và Truyền thông.

## Nhiệm vụ và quyền hạn
Theo Điều 2, Quyết định số 1925/QĐ-BTTTT ngày 19/10/2022 của Bộ trưởng Bộ Thông tin và Truyền thông, Cục Chuyển đổi số quốc gia có những nhiệm vụ, quyền hạn chính:
1. Chuyển đổi số quốc gia
a) Tham mưu, giúp việc cho Bộ trưởng thực hiện nhiệm vụ Thường trực Ủy ban Quốc gia về chuyển đổi số; vận hành Bộ phận thường trực Tổ công tác giúp việc Ủy ban Quốc gia về chuyển đổi số; tổng hợp, tham mưu điều phối hoạt động phối hợp liên ngành giữa các bộ, ngành, địa phương để thực hiện các chủ trương, chiến lược, cơ chế, chính sách tạo môi trường pháp lý, thúc đẩy chuyển đổi số quốc gia;
b) Chủ trì, phối hợp với các cơ quan, đơn vị liên quan xây dựng, trình Bộ trưởng ban hành hoặc để Bộ trưởng trình cơ quan có thẩm quyền ban hành các văn bản quy phạm pháp luật về chuyển đổi số quốc gia;
c) Chủ trì, phối hợp các cơ quan liên quan xây dựng, trình Bộ trưởng ban hành hoặc để Bộ trưởng trình cấp có thẩm quyền ban hành các chỉ tiêu, kế hoạch phát triển dài hạn, trung hạn, hằng năm về chuyển đổi số quốc gia, trong đó tập trung vào phát triển chính phủ số, kinh tế số, xã hội số, hạ tầng số, nền tảng số, nhân lực số và an toàn thông tin mạng đáp ứng các mục tiêu phát triển chính phủ số, kinh tế số, xã hội số trên phạm vi quốc gia;
d) Về thúc đẩy phát triển, sử dụng nền tảng số quốc gia: chủ trì, phối hợp với các cơ quan, đơn vị nghiên cứu, trình cấp có thẩm quyền ban hành, cập nhật Danh mục nền tảng số quốc gia theo giai đoạn; chủ trì, phối hợp với các cơ quan, đơn vị liên quan để nghiên cứu, đề xuất giải pháp thúc đẩy sử dụng các nền tảng số, giám sát, đo lường, thống kê, đánh giá việc sử dụng các nền tảng số; làm đầu mối phối hợp với các cơ quan, đơn vị, doanh nghiệp nòng cốt phát triển nền tảng số quốc gia trong việc xây dựng yêu cầu chức năng, tính năng kỹ thuật;
đ) Về dữ liệu số: chủ trì kết nối, tích hợp, chia sẻ dữ liệu qua nền tảng tích hợp, chia sẻ dữ liệu quốc gia; tổ chức điều phối, kiểm tra, giám sát và giải quyết các vướng mắc trong quá trình thực hiện kết nối, chia sẻ dữ liệu; hướng dẫn thực hiện các hoạt động quản trị dữ liệu số, quản trị chia sẻ, khai thác dữ liệu số trong cơ quan nhà nước, bao gồm dữ liệu mở; giám sát việc thực hiện các hoạt động quản trị dữ liệu số, kết nối, chia sẻ, khai thác dữ liệu số trong cơ quan nhà nước theo quy định của pháp luật; thực hiện thu thập, công bố, quản lý dữ liệu số danh mục dùng chung, danh mục cơ quan cung cấp dữ liệu số, dữ liệu số được cung cấp và công bố, chia sẻ theo quy định của pháp luật và theo phân công của Bộ trưởng;
e) Đánh giá, xếp hạng mức độ chuyển đổi số của các bộ, ngành, địa phương và của quốc gia;
g) Chủ trì xây dựng, quản lý và vận hành nền tảng tích hợp, chia sẻ dữ liệu số quốc gia; Cổng dữ liệu số quốc gia; Nền tảng điện toán đám mây Chính phủ và các nền tảng số khác phục vụ phát triển Chính phủ điện tử, Chính phủ số, chuyển đổi số quốc gia theo phân công của Bộ trưởng.
2. Ứng dụng công nghệ thông tin trong cơ quan nhà nước, phát triển Chính phủ điện tử, Chính phủ số
a) Chủ trì, phối hợp với các đơn vị xây dựng, trình Bộ trưởng ban hành hoặc để Bộ trưởng trình cơ quan có thẩm quyền ban hành các văn bản quy phạm pháp luật về: ứng dụng công nghệ thông tin trong cơ quan nhà nước, phát triển Chính phủ điện tử, Chính phủ số, quản lý đầu tư ứng dụng công nghệ thông tin, chuyển đổi số trong cơ quan nhà nước theo quy định của pháp luật;
b) Chủ trì, phối hợp các cơ quan liên quan xây dựng, trình Bộ trưởng ban hành hoặc để Bộ trưởng trình cấp có thẩm quyền ban hành chiến lược, kế hoạch phát triển dài hạn, trung hạn, hằng năm, chương trình, đề án, dự án về: ứng dụng công nghệ thông tin trong cơ quan nhà nước, phát triển Chính phủ điện tử, Chính phủ số;
c) Hướng dẫn, tổ chức và kiểm tra thực hiện các văn bản quy phạm pháp luật, chính sách, chiến lược, chương trình, kế hoạch, đề án, dự án, cơ chế, quy định về: ứng dụng công nghệ thông tin trong cơ quan nhà nước, phát triển Chính phủ điện tử, Chính phủ số, quản lý đầu tư ứng dụng công nghệ thông tin, chuyển đổi số trong cơ quan nhà nước theo quy định của pháp luật;
d) Chủ trì, phối hợp với các đơn vị của các bộ ngành liên quan thẩm định, kiểm tra, đánh giá việc xây dựng, tổ chức triển khai các chương trình, kế hoạch, đề án, dự án về: ứng dụng công nghệ thông tin, phát triển Chính phủ điện tử, Chính phủ số của các bộ, ngành, địa phương theo quy định của pháp luật;
đ) Chủ trì xây dựng trình Bộ trưởng ban hành hoặc để cấp có thẩm quyền ban hành và triển khai duy trì, cập nhật, tổ chức thực hiện Khung Kiến trúc Chính phủ điện tử, Chính phủ số Việt Nam;
e) Chủ trì, phối hợp các cơ quan liên quan xây dựng, trình Bộ trưởng ban hành hướng dẫn về cấu trúc, bố cục, yêu cầu kỹ thuật đối với Cổng thông tin điện tử, Cổng dịch vụ công của cơ quan nhà nước;
g) Chủ trì xây dựng tiêu chí đánh giá trình Bộ trưởng ban hành và tổ chức đánh giá các sản phẩm, giải pháp ứng dụng công nghệ thông tin, chuyển đổi số phục vụ phát triển Chính phủ điện tử, Chính phủ số; quản lý, giám sát hiệu quả, mức độ cung cấp, sử dụng thông tin của cơ quan nhà nước trên môi trường mạng;
h) Chủ trì xây dựng, quản lý vận hành và hướng dẫn các cơ quan nhà nước kết nối với Hệ thống giám sát, đo lường mức độ cung cấp và sử dụng dịch vụ Chính phủ số.
3. Công nghệ thông tin và truyền thông trong đô thị thông minh
a) Xây dựng và hướng dẫn, đôn đốc triển khai áp dụng Khung tham chiếu công nghệ thông tin và truyền thông (ICT) phát triển đô thị thông minh tại Việt Nam;
b) Đề xuất xây dựng và tổ chức thực hiện Đề án xây dựng hệ sinh thái ứng dụng sản phẩm và dịch vụ ICT trong đô thị thông minh, thí điểm triển khai và sử dụng các sản phẩm và dịch vụ đô thị thông minh do các doanh nghiệp trong nước phát triển; phối hợp với các địa phương tổ chức thực hiện thí điểm phát triển đô thị thông minh; hướng dẫn các địa phương triển khai ứng dụng công nghệ thông tin để phát triển và cung cấp các sản phẩm và dịch vụ đô thị thông minh.
4. Chủ trì thẩm định về mục tiêu, kỹ thuật, công nghệ, quy mô, giải pháp, kết quả dự án theo quy định của pháp luật đối với chủ trương đầu tư các dự án chuyển đổi số, ứng dụng công nghệ thông tin của Bộ, thuộc thẩm quyền quyết định của Bộ trưởng; Chủ trì thẩm định thiết kế cơ sở dự án theo quy định của pháp luật hiện hành và thẩm định, thẩm tra về mục tiêu, kỹ thuật, công nghệ, qui mô, giải pháp, kết quả dự án, đề án cho báo cáo nghiên cứu khả thi đối với các dự án đầu tư chuyển đổi số, ứng dụng công nghệ thông tin, các nhiệm vụ mua sắm, đề cương và dự toán chi tiết đối với các hoạt động ứng dụng công nghệ thông tin, thuê dịch vụ công nghệ thông tin sử dụng nguồn kinh phí chi thường xuyên của Bộ, thuộc thẩm quyền quyết định của Bộ trưởng; tổ chức thực hiện đánh giá hiệu quả hoạt động, kiểm tra và xác định mức độ chấp hành thiết kế cơ sở/sơ bộ, thiết kế thi công của các hệ thống thông tin, nền tảng số của Bộ và các cơ quan, đơn vị thuộc Bộ.
5. Về tuyên truyền, phổ biến pháp luật, phát triển kỹ năng số phục vụ phát triển Chính phủ điện tử, Chính phủ số và chuyển đổi số trong cơ quan nhà nước:
a) Tổ chức triển khai các hoạt động cung cấp thông tin, tuyên truyền, phổ biến, nhân rộng cách làm, mô hình hiệu quả về ứng dụng công nghệ thông tin, phát triển chính phủ điện tử, chính phủ số và chuyển đổi số;
b) Tổ chức các hoạt động tập huấn, nâng cao nhận thức, năng lực, kỹ năng số về ứng dụng công nghệ thông tin, phát triển Chính phủ điện tử, Chính phủ số, đô thị thông minh, chuyển đổi số cho cán bộ, công chức, viên chức; phối hợp tổ chức các hoạt động đào tạo cho cán bộ, công chức, viên chức về Chính phủ điện tử, Chính phủ số, chuyển đổi số thực hiện chủ yếu trên các nền tảng học trực tuyến mở đại trà (MOOCs);
c) Tổ chức các khóa bồi dưỡng, tập huấn về chuyển đổi số, công nghệ số cho đội ngũ là cán bộ lãnh đạo, quản lý, cán bộ làm công tác tham mưu chuyển đổi số trong các cơ quan nhà nước đến cấp xã thực hiện chủ yếu trên các nền tảng học trực tuyến mở đại trà.
6. Tham gia đề xuất, xây dựng, hướng dẫn thực hiện các tiêu chuẩn, quy chuẩn, chỉ tiêu kỹ thuật về chất lượng, định mức kinh tế - kỹ thuật phục vụ phát triển Chính phủ điện tử, Chính phủ số, chuyển đổi số quốc gia.
7. Thực hiện các hoạt động nghiên cứu khoa học phục vụ ứng dụng công nghệ thông tin, phát triển Chính phủ điện tử, Chính phủ số và chuyển đổi số quốc gia; nghiên cứu, xác định các rào cản pháp lý hiện hành đối với các công nghệ, nền tảng mới.
8. Tổ chức thống kê, thu thập, tổng hợp số liệu, phân tích, dự báo về ứng dụng công nghệ thông tin, phát triển Chính phủ điện tử, Chính phủ số, chuyển đổi số; xây dựng báo cáo tổng hợp, thống kê theo yêu cầu của cấp có thẩm quyền.
9. Thực hiện hợp tác quốc tế trong lĩnh vực ứng dụng công nghệ thông tin, phát triển Chính phủ điện tử, Chính phủ số, chuyển đổi số quốc gia theo phân cấp của Bộ trưởng và các quy chế, quy định về hợp tác quốc tế trong lĩnh vực thông tin và truyền thông; cung cấp số liệu phục vụ việc đánh giá, xếp hạng định kỳ mức độ phát triển về Chính phủ điện tử, Chính phủ số của Việt Nam.
10. Quản lý về tài chính, tổ chức bộ máy, công chức, viên chức và người lao động, tài sản, hồ sơ, tài liệu của Cục Chuyển đổi số quốc gia theo quy định của pháp luật và phân công của Bộ trưởng.
11. Được chủ động phát triển các hoạt động sự nghiệp phù hợp với chức năng, nhiệm vụ được giao theo các quy định của Nhà nước và của Bộ Thông tin và Truyền thông; bảo toàn và phát triển các nguồn lực được giao.
12. Thực hiện các nhiệm vụ khác do Bộ trưởng giao.

## Lãnh đạo Cục[2]
- Quyền Cục trưởng: Hồ Đức Thắng
- Phó Cục trưởng:

1. ThS. Nguyễn Phú Tiến[3]
2. ThS. Nguyễn Hữu Hạnh[4][5]
3. Trần Thị Quốc Hiền[4][6]

## Cơ cấu tổ chức
(Theo Khoản 2, Điều 3, Quyết định số 1925/QĐ-BTTTT ngày 19/10/2022 của Bộ trưởng Bộ Thông tin và Truyền thông)

### Các phòng giúp việc Cục trưởng
- Văn phòng Cục
- Phòng Quản lý Đầu tư
- Phòng Nền tảng và Dữ liệu số
- Phòng Dịch vụ số
- Phòng Chính sách số

### Các đơn vị sự nghiệp trực thuộc
- Trung tâm Chính phủ số
- Trung tâm Công nghệ số quốc gia